# 기름진 멜로
《기름진 멜로》는 2018년 5월 7일부터 2018년 7월 17일까지 SBS에서 방송된 월화 미니시리즈이다.

## 줄거리
대한민국 최고 중식당의 스타 셰프에서 다 망해가는 동네 중국집의 주방으로 추락한 주인공의 사랑과 생존, 음식 이야기를 담아낸 로맨스 드라마.

## 등장 인물

### 주요 인물
- 이준호 : 서풍 역
- 장혁 : 두칠성 역
- 정려원 : 단새우 역

### 주변 인물
- 이미숙 : 진정혜 / 의문의 여인(김선녀) 역
- 박지영 : 채설자 역
- 차주영 : 석달희 역
- 이기혁 : 나오직 역
- 태항호 : 임걱정 역
- 이기영 : 단승기 역
- 옥자연 : 이지경 역
- 장희령 : 이분홍 역

### 두칠성의 조폭후배들
- 조재윤 : 오맹달 역
- 김현준 : 광동식 역
- 최기섭 : 전이만 역
- 차인하 : 봉치수 역
- 최원명 : 양강호 역

### 화룡점정 인물
- 김사권 : 용승룡 역
- 임원희 : 왕춘수 역
- 오의식 : 맹삼선 역
- 홍윤화 : 간보라 역
- 강래연 : 궁래연 역

### 그 외 인물
- 홍희원 : 최병욱 역
- 조승연
- 서성종
- 김곤호
- 노재혁
- 김병호
- 정민구
- 이동현
- 송진우
- 최민우
- 장영현
- 김영권
- 이우제
- 엄테우
- 류경현
- 황성호
- 신현아 (화룡점정 홀직원)

### 특별출연
- 류승수 : 삐딱이 역
- 배해선 : 간호사 역
- 이재룡 : 병원장 역
- 옹알스 : 시위대 역

## 촬영지
- 1917년 개통된 한강에 놓은 최초의 도로 교량
- 화랑육교
- 응봉산

## 시청률
최저 시청률과 최고 시청률은 시청률 조사회사와 지역별로 시청률에 차이가 있을 수 있습니다.
| 2018년 | 2018년   | 2018년         | 2018년       | 2018년         | 2018년       |
| 회차   | 방송일   | TNmS 시청률    | TNmS 시청률  | AGB 시청률     | AGB 시청률   |
| 회차   | 방송일   | 대한민국(전국) | 서울(수도권) | 대한민국(전국) | 서울(수도권) |
| ------ | -------- | -------------- | ------------ | -------------- | ------------ |
| 제1회  | 5월 7일  | 6.5%           | 7.6%         | 5.8%           | 6.8%         |
| 제2회  | 5월 7일  | 7.3%           | 8.2%         | 6.4%           | 7.3%         |
| 제3회  | 5월 8일  | 5.7%           | 6.9%         | 4.7%           | 5.8%         |
| 제4회  | 5월 8일  | 7.0%           | 8.5%         | 5.6%           | 7.1%         |
| 제5회  | 5월 14일 | 5.9%           | 6.3%         | 5.4%           | 5.8%         |
| 제6회  | 5월 14일 | 6.9%           | 7.2%         | 5.8%           | 6.1%         |
| 제7회  | 5월 15일 | 6.2%           | 6.7%         | 5.1%           | 5.6%         |
| 제8회  | 5월 15일 | 7.3%           | 8.6%         | 6.8%           | 8.2%         |
| 제9회  | 5월 21일 | 5.8%           | 6.5%         | 5.2%           | 6.0%         |
| 제10회 | 5월 21일 | 6.3%           | 7.0%         | 5.8%           | 6.4%         |
| 제11회 | 5월 22일 | 5.9%           | 6.7%         | 4.9%           | 5.8%         |
| 제12회 | 5월 22일 | 6.6%           | 7.4%         | 5.8%           | 6.6%         |
| 제13회 | 5월 28일 | 6.7%           | 7.6%         | 4.8%           | 5.7%         |
| 제14회 | 5월 28일 | 7.1%           | 7.8%         | 5.5%           | 6.2%         |
| 제15회 | 5월 29일 | 5.5%           | 6.7%         | 4.5%           | 5.4%         |
| 제16회 | 5월 29일 | 6.6%           | 7.4%         | 5.2%           | 6.1%         |
| 제17회 | 6월 4일  | 6.4%           | 7.2%         | 6.0%           | 6.8%         |
| 제18회 | 6월 4일  | 7.0%           | 7.9%         | 6.5%           | 7.4%         |
| 제19회 | 6월 5일  | 5.8%           | 6.9%         | 5.7%           | 6.7%         |
| 제20회 | 6월 5일  | 6.5%           | 7.6%         | 6.4%           | 7.4%         |
| 제21회 | 6월 11일 | 5.6%           | 6.3%         | 5.4%           | 6.1%         |
| 제22회 | 6월 11일 | 7.0%           | 7.8%         | 6.4%           | 7.2%         |
| 제23회 | 6월 25일 | 6.7%           | 7.5%         | 6.1%           | 7.2%         |
| 제24회 | 6월 25일 | 7.3%           | 8.6%         | 7.1%           | 8.4%         |
| 제25회 | 6월 26일 | 6.6%           | 7.9%         | 7.5%           | 8.8%         |
| 제26회 | 6월 26일 | 7.9%           | 9.0%         | 9.3%           | 10.4%        |
| 제27회 | 7월 2일  | 7.3%           | 8.6%         | 7.4%           | 8.7%         |
| 제28회 | 7월 2일  | 8.6%           | 10.1%        | 9.3%           | 10.8%        |
| 제29회 | 7월 3일  | 5.7%           | 6.8%         | 5.9%           | 7.1%         |
| 제30회 | 7월 3일  | 7.4%           | 8.8%         | 7.4%           | 8.9%         |
| 제31회 | 7월 9일  | 5.9%           | 7.4%         | 6.2%           | 7.7%         |
| 제32회 | 7월 9일  | 6.5%           | 8.1%         | 7.3%           | 8.9%         |
| 제33회 | 7월 10일 | 5.7%           | 6.5%         | 6.8%           | 7.6%         |
| 제34회 | 7월 10일 | 6.6%           | 7.8%         | 7.6%           | 8.7%         |
| 제35회 | 7월 16일 | 5.2%           | 6.0%         | 5.4%           | 6.3%         |
| 제36회 | 7월 16일 | 6.4%           | 7.1%         | 6.4%           | 7.2%         |
| 제37회 | 7월 17일 | 5.4%           | 6.7%         | 5.6%           | 6.9%         |
| 제38회 | 7월 17일 | 6.9%           | 8.2%         | 7.0%           | 8.1%         |

## 결방 사유 및 조기 종영
- 2018년 6월 12일 : 2018년 북미정상회담 방송으로 인해 결방.
- 2018년 6월 18일 : 2018년 FIFA 월드컵 F조 〈대한민국 VS 스웨덴〉 중계방송으로 인해 결방.
- 2018년 6월 19일 : 2018년 FIFA 월드컵 H조 〈콜롬비아 VS 일본〉 중계방송으로 인해 결방.
- 2018년 6월 26일 : 기름진 멜로 방영 분량이 40부작에서 2회 축소되어 38부작으로 변경 및 확정되었다.

## 동시간대 드라마
- KBS 월화 미니시리즈

《우리가 만난 기적》 (2018년 4월 2일 ~ 2018년 5월 29일)
《너도 인간이니?》 (2018년 6월 4일 ~ 2018년 8월 7일)
- MBC 월화 미니시리즈

《미치겠다, 너땜에!》 (2018년 5월 7일 ~ 2018년 5월 8일)
《검법남녀》 (2018년 5월 14일 ~ 2018년 7월 17일)

## 같이 보기
- 대한민국의 텔레비전 드라마 목록 (ㅇ)
- 2018년 대한민국의 텔레비전 드라마 목록